# Докудовська сільська рада
Докудовська сільська рада (біл. Выдрыцкі сельсавет) — колишня адміністративно-територіальна одиниця в складі Крупського району, Мінської області Білорусі. Адміністративним центром було село Докудове.
Докудовська сільська рада знаходилася на межі центральної Білорусі, у східній частині Мінської області орієнтовне розташування — супутникові знімки [Архівовано 25 серпня 2011 у WebCite], південніше від Крупок.
Рішенням Мінської обласної ради депутатів від 30 жовтня 2009 року щодо змін адміністративно-територіального устрою Мінської області, сільську раду було ліквідовано.
До складу сільради входили 11 населених пунктів:
- Великі Жаберичі • Велике Осове • Велике Осове (хутір) • Брище • Докудове • Клен • Кристоповщина • Малі Жаберичі • Невіровщина • Прикленок • Шиялівка.